# NBA Summer League

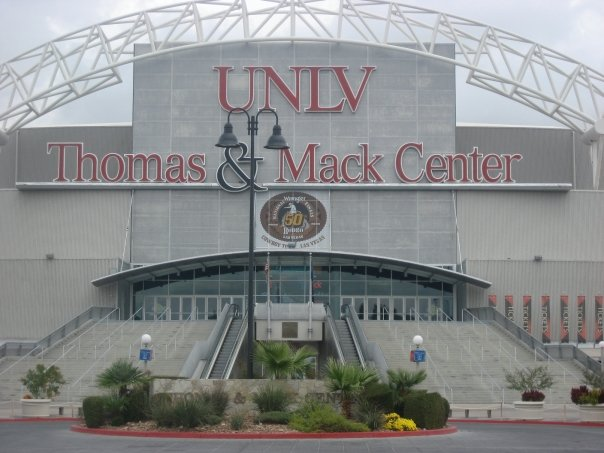
El Thomas & Mack Center, uno de los estadios donde se disputa la competición.

La National Basketball Association Summer League (NBA Summer League) también denominada Las Vegas Summer League es una competición organizada por la NBA en el mes de julio, posterior a la celebración del draft. En ella participan la mayoría de los equipos de la liga, con plantillas compuestas con jugadores con menos de 3 años de experiencia profesional, las elecciones del draft de ese año de cada franquicia y otros jugadores invitados. La competición está concebida para dar oportunidades a los jugadores novatos de ganarse un contrato profesional y entrar en las definitivas listas de 15 jugadores de cada equipo de cara a la siguiente temporada.
Desde el año 2007 la competición se celebra en el Thomas & Mack Center y en el Cox Pavilion de Las Vegas, Nevada, y se juega con las mismas normas que en la NBA, a excepción de las faltas personales, ya que se permiten 10 en lugar de las 6 habituales por partido.
La competición es una de las dos ligas de verano que se organizan anualmente en Estados Unidos. La otra es la denominada Orlando Summer League, organizada por los Orlando Magic.

## Historia

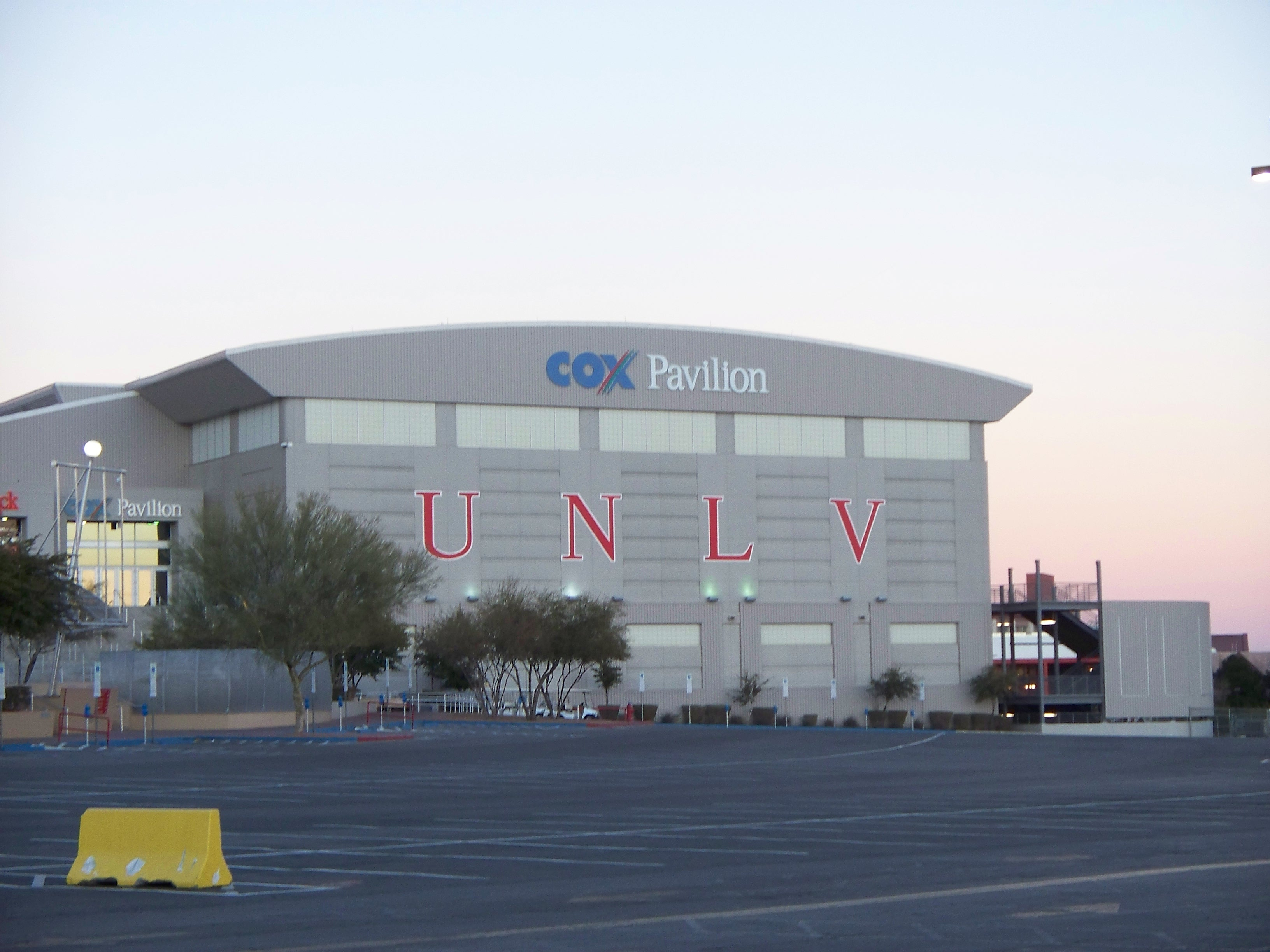
El Cox Pavilion, el otro escenario.

La liga nació en 2004 con la denominación de Las Vegas Summer League gracias a un grupo de hombres de negocios encabezados por Warren LeGarie, disputándose en el campus de la Universidad de Nevada, Las Vegas. La primera edición la disputaron 6 equipos, Boston Celtics, Cleveland Cavaliers, Denver Nuggets, Orlando Magic, Phoenix Suns y Washington Wizards, jugándose un total de 13 partidos.
Al año siguiente la liga se expandió a 16 equipos, siendo los Cavaliers el único equipo invicto de la competición, con 6 victorias. El jugador de los New Orleans Hornets, J.R. Smith, fue el máximo anotador, con 20,6 puntos por partido, Josh Powell de Dallas Mavericks fue el máximo reboteador, con 9,8 capturas, y el jugador de los Blazers Sebastian Telfair fue el mejor pasador con 6,0 asistencias por partido.
En 2006 fueron nuevamente 16 equipos los participantes. Los Houston Rockets fueron el único conjunto invicto de la competición, con 5 partidos ganados. El jugador de los Timberwolves Randy Foye fue el máximo anotador, con un promedio de 24,8 puntos por partido. James Singleton, de Los Angeles Clippers fue el mejor reboteador con 13,2, mientras que el mejor pasador fue John Lucas con 7,6 asistencias por encuentro. Foye se hizo con el MVP, promediando 24,8 puntos, 4,2 rebotes y 2,2 asistencias.
En 2007 se invitó por primera vez a un equipo internacional, la selección de China. Los New York Knicks y los Dallas Mavericks fueron los dos equipos que acabaron invictos, con 5 victorias cada uno. El jugador de los Suns Louis Williams fue el máximo anotador, con 25,2 puntos por partido, mientras que su compañero Marcus Banks anotó 42 en el único encuentro que disputó. El pívot de los Pistons Amir Johnson fue el máximo reboteador, con 12,0 por partido, mientras que D.J. Strawberry lideró el apartado de asistencias, con 6,4. El jugador de los Knicks Nate Robinson fue elegido mejor jugador del torneo, tras promediar 19,6 puntos y 6,0 asistencias.
En 2008 participaron 22 equipos, siendo los mejores Denver Nuggets, Golden State Warriors y Milwaukee Bucks, con 4 victorias y una derrota cada uno. Jerryd Bayless, de Portland Trail Blazers fue el mejor jugador y el máximo anotador, con 29,8 puntos por partido. Kevin Love de Minnesota lideró los rebotes (13,5) y Ramon Sessions de Milwaukee las asistencias (7,3).
En 2009 fue invitada una selección de jugadores de la NBA Development League, que participó junto a otros 21 equipos. Los Houston Rockets y los Memphis Grizzlies fueron los dos únicos equipos invictos, con 5 partidos ganados cada uno. El ala-pívot de los Warriors, Anthony Randolph fue el mejor anotador con 26,8 puntos por partido, Joey Dorsey de los Rockets el mejor reboteador, con 14,8 y Marcus Williams de los Grizzlies lideró las asistencias, con 8,2. La primera elección del draft de 2009, Blake Griffin fue elegido el mejor jugador, tras promediar 19,2 puntos, 10,8 rebotes y 3,2 asistencias por encuentro.
En 2010 John Wall, de los Washington Wizards, fue elegido el mejor jugador del torneo tras liderar los apartados de anotación (23,5) y asistencias (7,8).

## Las Vegas MVP
| Año  | Nac.                      | Jugador                     | Pos.                   | Equipo                 |
| ---- | ------------------------- | --------------------------- | ---------------------- | ---------------------- |
| 2006 | Bandera de Estados Unidos | Randy Foye                  | E                      | Minnesota Timberwolves |
| 2007 | Bandera de Estados Unidos | Nate Robinson               | B                      | New York Knicks        |
| 2008 | Bandera de Estados Unidos | Jerryd Bayless (Top Rookie) | B                      | Portland Trail Blazers |
| 2009 | Bandera de Estados Unidos | Blake Griffin               | AP                     | Los Angeles Clippers   |
| 2010 | Bandera de Estados Unidos | John Wall                   | B                      | Washington Wizards     |
| 2012 | Bandera de Estados Unidos | Damian Lillard (co-MVPs)    | B                      | Portland Trail Blazers |
| 2012 | Bandera de Estados Unidos | Josh Selby (co-MVPs)        | B                      | Memphis Grizzlies      |
| 2013 | Bandera de Lituania       | Jonas Valančiūnas           | P                      | Toronto Raptors        |
| 2014 | Bandera de Estados Unidos | Glen Rice Jr.               | E                      | Washington Wizards     |
| 2015 | Bandera de Estados Unidos | Kyle Anderson               | A                      | San Antonio Spurs      |
| 2016 | Bandera de Estados Unidos | Tyus Jones                  | B                      | Minnesota Timberwolves |
| 2017 | Bandera de Estados Unidos | Lonzo Ball                  | B                      | Los Angeles Lakers     |
| 2018 | Bandera de Estados Unidos | Josh Hart                   | E                      | Los Angeles Lakers     |
| 2019 | Bandera de Canadá         | Brandon Clarke              | AP                     | Memphis Grizzlies      |
| 2020 | Cancelado por COVID-19    | Cancelado por COVID-19      | Cancelado por COVID-19 | Cancelado por COVID-19 |
| 2021 | Bandera de Estados Unidos | Davion Mitchell (coMVP)     | B                      | Sacramento Kings       |
| 2021 | Bandera de Estados Unidos | Cam Thomas (coMVP)          | E                      | Brooklyn Nets          |
| 2022 | Bandera de Estados Unidos | Keegan Murray               | AP                     | Sacramento Kings       |
| 2023 | Bandera de Estados Unidos | Cam Whitmore                | A                      | Houston Rockets        |
| 2024 | Bandera de Estados Unidos | Jalen Wilson                | A                      | Brooklyn Nets          |
| 2025 | Bandera de Estados Unidos | Kyle Filipowski             | P                      | Utah Jazz              |

## Campeones
| Año  | Liga                   | Campeón                | Resultado              | Finalista              | MVP Liga                     | MVP Final              |
| ---- | ---------------------- | ---------------------- | ---------------------- | ---------------------- | ---------------------------- | ---------------------- |
| 2013 | Las Vegas              | Golden State Warriors  | 91–77                  | Phoenix Suns           | Jonas Valančiūnas            | Ian Clark              |
| 2014 | Las Vegas              | Sacramento Kings       | 77–68                  | Houston Rockets        | Glen Rice Jr.                | Ray McCallum, Jr.      |
| 2015 | Las Vegas              | San Antonio Spurs      | 93–90                  | Phoenix Suns           | Kyle Anderson                | Jonathon Simmons       |
| 2016 | Las Vegas              | Chicago Bulls          | 84–82 (Pro.)           | Minnesota Timberwolves | Tyus Jones                   | Jerian Grant           |
| 2017 | Las Vegas              | Los Angeles Lakers     | 110–98                 | Portland Trail Blazers | Lonzo Ball                   | Kyle Kuzma             |
| 2018 | Las Vegas              | Portland Trail Blazers | 91–73                  | Los Angeles Lakers     | Josh Hart                    | K.J. McDaniels         |
| 2019 | Las Vegas              | Memphis Grizzlies      | 95–92                  | Minnesota Timberwolves | Brandon Clarke               | Brandon Clarke         |
| 2020 | Cancelado por COVID-19 | Cancelado por COVID-19 | Cancelado por COVID-19 | Cancelado por COVID-19 | Cancelado por COVID-19       | Cancelado por COVID-19 |
| 2021 | Las Vegas              | Sacramento Kings       | 100–67                 | Boston Celtics         | Davion Mitchell y Cam Thomas | Louis King             |
| 2022 | Las Vegas              | Portland Trail Blazers | 85–77                  | New York Knicks        | Keegan Murray                | Trendon Watford        |
| 2023 | Las Vegas              | Cleveland Cavaliers    | 99–78                  | Houston Rockets        | Cam Whitmore                 | Isaiah Mobley          |
| 2024 | Las Vegas              | Miami Heat             | 120–118 (Pro.)         | Memphis Grizzlies      | Jalen Wilson                 | Josh Christopher       |
| 2025 | Las Vegas              | Charlotte Hornets      | 83–78                  | Sacramento Kings       | Kyle Filipowski              | Kon Knueppel           |